# Peer Kongshaug
Peer Kongshaug es un deportista noruego que compitió en vela en la clase Laser. Ganó una medalla de plata en el Campeonato Europeo de Laser de 1983.

## Palmarés internacional
| Campeonato Europeo | Campeonato Europeo | Campeonato Europeo | Campeonato Europeo |
| Año                | Lugar              | Medalla            | Clase              |
| ------------------ | ------------------ | ------------------ | ------------------ |
| 1983               | Mandal (Noruega)   | Medalla de plata   | Laser              |